# Ivica Petanjak

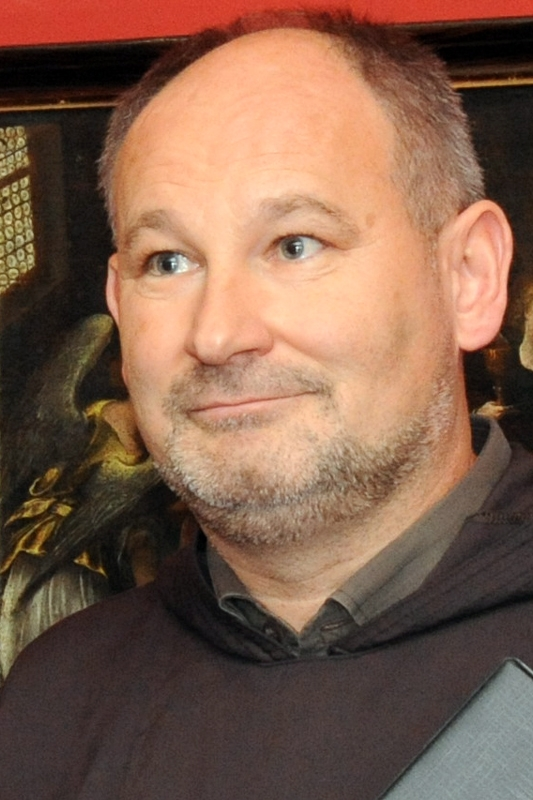
Ivica Petanjak (2010)

Bischofswappen von Ivica Petanjak

Ivica Petanjak OFMCap (* 29. August 1963 in Drenje, Jugoslawien, heute Kroatien) ist ein römisch-katholischer Ordensgeistlicher und römisch-katholischer Bischof von Krk.

## Leben
Ivica Petanjak trat in den Kapuzinerorden ein und legte am 4. Oktober 1988 die Ewige Profess ab. Das Sakrament der Priesterweihe empfing er am 24. Juni 1990.
Von 1991 bis 1995 war Petanjak Krankenhauskaplan in Split. Anschließend studierte er Kirchengeschichte an der Päpstlichen Universität Gregoriana, wo er 2002 promoviert wurde. Nach verschiedenen Tätigkeiten innerhalb seines Ordens war er von 2005 bis 2011 für zwei Amtsperioden Provinzialminister. Von 2011 bis 2014 war er Pfarrer in Rijeka und anschließend Guardian des Kapuzinerklosters in Osijek sowie Provinzdefinitor.
Papst Franziskus ernannte ihn am 24. Januar 2015 zum Bischof von Krk. Die Bischofsweihe spendete ihm der Erzbischof von Zagreb, Josip Kardinal Bozanić, am 22. März desselben Jahres. Mitkonsekratoren waren der Apostolische Nuntius in Kroatien, Erzbischof Alessandro D’Errico, und sein Amtsvorgänger Valter Župan.